# Sicut Judaeis
Sicut Judaeis (en français : « De même que, aux Juifs ») est une bulle aujourd'hui perdue, promulguée par le pape Calixte II (1119-1124) qui entend avec elle prodiguer une protection particulière aux Juifs qui vivent en chrétienté. 

## Généralités
Sicut Judaeis est publiée par le pape Calixte II à une date indéterminée de son pontificat, qui s'étend de 1119 à 1124. Le texte original n'a pas été conservé, mais son successeur Alexandre III (1159-1181) y fait référence dans une bulle également, intitulée Sicut Judaeis, qui parait au cours de son propre pontificat pour interdire aux chrétiens la conversion forcée des Juifs ou d'imposer des pénalités aux juifs récemment convertis. En outre, la bulle d'Alexandre interdit sous peine d'excommunication aux chrétiens de blesser ou dépouiller les juifs, de perturber la célébration de leurs fêtes ou de déconsacrer les cimetières juifs afin de soutirer de l'argent à leurs descendants.

## Sources
- (en) History of Toleration - Catholic Encyclopedia (1913)
- Sicut Judaeis

- (en) Cet article est partiellement ou en totalité issu de l’article de Wikipédia en anglais intitulé « Sicut Judaeis » (voir la liste des auteurs).